# Thirst Trap: A Corporate Love Story
«Thirst Trap: A Corporate Love Story» (с англ. — «Ловушка для жаждущего: корпоративная история любви») — четвёртая серия тридцать пятого сезона мультсериала «Симпсоны». Впервые вышла 29 октября 2023 года в США на телеканале Fox.

## Сюжет

### Доведённый до питья: история «Шлюпки» (англ.Driven to Drink: The LifeBoat Story)
Документальный фильм «Доведённый до питья: история „Шлюпки“» (англ. Driven to Drink: The LifeBoat Story) берёт интервью у мистера Бёрнса о Персефоне Одер. Годом ранее Персефона рассказывала о своей компании LifeBoat (с англ. — «Шлюпка»), которая, по её мнению, может изменить мир. Целью «Шлюпки» является производство устройств для превращения солёной воды в чистую питьевую воду.

#### Глава Первая: Запуск (англ.Chapter One: The Launchening)
Далее в документалке показано интервью Лизы с Персефоной, в котором последняя рассказывает о своем дедушке, застрявшем на спасательной лодке без питьевой воды, пока не умер. Когда Персефона спрашивает Лизу, знает ли она миллиардеров, которые могли бы финансировать проект, Лиза говорит, что в их городе есть только мистер Бёрнс. Однако девочка рекомендует ей не иметь с ним дел, ведь он очень плохой человек. Но Персефона всё равно пытается убедить Бёрнса профинансировать её проект. После многих неудачных попыток ей это удаётся, и они вместе начинают бизнес.
Бернс передаёт охлаждающую башню A Спрингфилдской АЭС компании LifeBoat и переназначает туда персонал сектора 7-G (включая Гомера). Все старые новые работники получают более высокооплачиваемую работу и специальные названия должностей. Несмотря на то, что меры безопасности строже и все должны подписывать соглашение о неразглашении, все кажется хорошо. Когда у Гомера берут интервью, он случайно раскрывает, что Персефона и мистер Бёрнс женятся.

#### Глава Вторая: Персеф-Монти (англ.Chapter Two: Perseph-Monty)
Персефона и Бёрнс стали самой властной парой и попадают в центр внимания многих новостных изданий. В конце концов совместно изготовлен рабочий прототип LifeBoat и показан совету директоров.
Однако у «Шлюпки» дела начали ухудшаться: рабочих увольняли ежедневно, сотрудников охватила паранойя по поводу нарушения соглашений о нераспространении, даже профессору Фринку, как главному инженеру по внутренности прибора, не позволяли заглянуть внутрь прибора. Карл понимал, что они что-то скрывают, и это не давало ему покоя, поэтому он отправил Персефоне письмо об этом, но затем он исчез… После этого Интернет перевернул Персефону и «Шлюпку», и Бёрнс даже выкупил «Твиттер» и подарил его жене на день рождения, а затем удалил все гневные посты о ней. Но «Шлюпку» накрыл очередной скандал, когда анонимный информатор рассказал, что его друга, Карла, похитили, потому что он собирался рассказать такое, что погубило бы компанию, но информатор говорит, что люди должны знать правду, и рассказывает, что прибор LifeBoat не работает. После этого на Персефону и компанию началось давление… Однако, на этом документальный фильм остановлен, потому что производственную компанию выкупил мистер Бёрнс.

### Шлюпка: Покинуть корабльДокументалка Кена Бёрнса(англ.Lifeboat: Abandon ShipA Ken Burns Documentary)
В итоге Кен Бёрнс снял другой документальный «Шлюпка: Оставить корабль» (англ. LifeBoat: Abandon Ship) о проблемах компании.

#### Глава Первая: Процентное содержание соли в слезах (англ.Chapter One: The Percentage of Salt In Tears)
Отказывается, что таинственным информатором всё это время был — Гомер Симпсон. «LifeBoat» немедленно попыталась настроить против него своих адвокатов. Затем Лиза рассказывает, что Гомер получил анонимное сообщение о необходимой встрече. Лиза пошла с папой в лабораторию «Шлюпки», где они нашли Карла. Карл рассказывает, что его шантажировали, чтобы тайно работать над «Шлюпкой». Он рассказал, что прибор не работает должным образом, поскольку они используют химическое вещество Джэб-о-тозу. Затем профессор Фринк рассказывает, что в 1970 году была популярна газировка «Джэб» (англ. Jab), но её убрали с полок, поскольку подсластитель в ней был слишком сладкий, и тогда «Шлюпка» выкупила тысячи ящиков не проданных банок газировки, чтобы их очень ярким вкусом перекрыть вкус соли. Тогда Лиза убедилась, что её кумир Персефона — мошенница.
В Спрингфилдской начальной школе впервые публично испытывают воду «Шлюпки». Гомер приходит в школу и пытается убедить мистера Бёрнса, что Персефона — мошенница. Бёрнс осознает, что был ослеплён любовью и на самом деле никогда не понимал ничего из того, что говорила жена. Увидев, как вода убивает растение, Бёрнс понимает, что она собирается отравить детей, а обвинят во всём его. К счастью, Гомер успевает закрывает вентиль, выключив фонтаны. Бёрнсс и Персефона расстались, и последная попала в тюрьму за свои преступления. Несмотря на это Персефона утверждает, что не сделала ничего плохого. В интервью Кристиан Аманпур Персефона снова вспоминает историю своего дедушки, но тут Лиза говорит, что на самом — это ложь, а её дедушка не воевал и в свободное время меняет британское написание слов в Википедии.
В финальной сцене мистер Бёрнс заканчивает своё интервью с Кеном Бёрнсом и говорит, что он всегда может восстановиться. Затем он идет в свой офис, где грустно прыгает на надувном замке.
В сцене во время титров Питер Джексон рассказывает, что у него есть запись, где группа The Beatles более 90 часов разговаривает о зонтах.

## Производство
Изначально авторы хотели назвать газировку «Jab» газировкой «Nub», но решили, что в мире где-то существует реальная газировка «Nub». По утверждению сценариста Роба Лазебника, сцена поедания Бёрнсом супа, длящаяся 16 секунд, стала самой длинной сценой поедания супа в истории телевидения.

## Показ
Во время премьеры серию просмотрели 1,12 млн человек в возрасте от 18 до 49 лет. Рейтинг Нильсена составил 0,38, что сделало её самым популярным шоу на канале Fox той ночью.

## Отзывы
Серия удостоилась положительного отзыва на сайте TheReviewGeek, который назвал её лучшей в сезоне: «Именно такого рода эпизода мы ожидаем от сериала калибра „Симпсонов“ — сильного, умного, забавного и увлекательного от начала до конца».
Джон Шварц в своей рецензии на сайте Bubbleblabber оценил серию на 6,5 из 10, заметив, что оценка была бы выше, если бы он нашёл в диалогах хотя бы одну оригинальную шутку.
Ивона Майковска в своём анализе реакции публики на сайте TS2 SPACE отметила, что эпизод вызвал обсуждения в зрительской среде, рассматривающие параллель между событиями мультфильма и действиями предпринимателя Илона Маска, связанными с его приобретением американской компании Твиттер.